# Antonio Reyes Herrera
Antonio Reyes Herrera (Don Benito, 21 de septiembre de 1927-15 de octubre de 2021) fue un escultor español que trabajó los estilos románico, gótico y clásico.

## Biografía
Nació en 1927 y desde joven se inclinó hacia las artes. Su pasión por el dibujo y la escultura ha marcado su trayectoria profesional desde que ingresó en la Escuela de Artes y Oficios de Don Benito con catorce años de edad. Posteriormente, se marchó a Madrid para comenzar a trabajar en un taller de escultura hasta que abrió su propio taller.
Sus tallas son en gran parte de temáticas religiosas aunque también recrea escenas profanas y costumbristas. Podemos encontrarlas por toda la geografía española, e incluso en otros países de Europa y América. Este artista dombenitense ha protagonizado numerosas exposiciones en ciudades como Madrid, Ávila, Plasencia o Don Benito.
El Museo Etnográfico de Don Benito incorporó a su fondo el 27 de mayo de 2006 una colección de 34 obras talladas en madera, unas enceradas, otras policromadas, y que han sido cedidas por Antonio Reyes. Estas obras se pueden visitar desde entonces en la sala que lleva el nombre del artista.
Sus obras han quedado repartidas por el mundo.

## Premios y distinciones
- Hijo predilecto de Don Benito (abril de 2015).